# Kupiuka extratheca
Kupiuka extratheca – gatunek pająka z rodziny skakunowatych i podrodziny Heliophaninae.

## Taksonomia
Gatunek ten opisany został po raz pierwszy w 2010 roku przez Gustava R.S. Ruiza na łamach „Zootaxa”. Jako lokalizację typową wskazano Reserva Florestal Adolpho Ducke w gminie Manaus w brazylijskim stanie Amazonas. Epitet gatunkowy oznacza po łacinie „dodatkowa teka” i nawiązuje do budowy narządów rozrodczych samicy.

## Morfologia
Holotypowy samiec ma ciało długości 3,05 mm przy karapaksie długości 1,37 mm, szerokości 0,87 mm i wysokości 0,55 mm, natomiast paratypowa samica ma ciało długości 2,45 mm przy karapaksie długości 1,25 mm, szerokości 0,77 mm i wysokości 0,42 mm. Karapaks jest ciemnobrązowy z wąskim paskiem białych łusek na brzegach, krótkim i wąskim, pośrodkowym, podłużnym paskiem z białych łusek za jamką oraz białymi paskami poprzecznymi ciągnącymi się od oczu tylnych do krawędzi nad biodrami drugiej pary. Bardzo niski nadustek porastają białe łuski. Barwa szczękoczułków jest ciemnobrązowa, a zaokrąglonych szczęki, wargi dolnej i sternum jasnobrązowa. Nogogłaszczki są jasnobrązowe u samca, a żółte u samicy. Odnóża są jasnobrązowe. U samca kolejność ich par od najdłuższej do najkrótszej to IV, I, III, II, a u samicy IV, III, I, II. Wierzch opistosomy (odwłoka) jest ciemnobrązowy z trzema parami jasnych łat bo bokach i rozjaśnieniem pośrodkowym nad wzgórkiem analnym, spód zaś ciemnobrązowy u samca, a żółty u samicy. Kądziołki przędne samca są ciemnobrązowe, a samicy jasnobrązowe.
Genitalia samicy cechują się płytką płciową o otworach kopulacyjnych umieszczonych w tyle oraz długimi przewodami kopulacyjnymi z bulwiastymi spermatekami dodatkowymi. Nogogłaszczki samca mają udo z apofizą retrolateralną w części odsiebnej, krótką i grubą apofizę retrolateralną goleni, zaokrąglone tegulum oraz gruby embolus.

## Rozprzestrzenienie
Gatunek neotropikalny, południowoamerykański, endemiczny dla stanu Amazonas w Brazylii.